# Senat del Canadà
El Senat del Canadà (en anglès: Senate of Canada, en francès: Le Senat du Canada), és la cambra alta del Parlament del Canadà, el qual també està integrat per la Cambra dels Comuns i el sobirà (representat pel governador general).
El Senat està integrat per 105 membres tots els quals són designats pel governador general sota el consell del primer ministre. Els escons s'assignen per regió: cadascuna de les quatre regions més grans, en reben 24, i la resta s'assignen a les regions més petites. Les quatre regions més grans són: Ontario, Quebec, les Províncies Marítimes i les Províncies Occidentals. Els escons de Terranova i Labrador, els Territoris del Nord-oest, el Yukon i Nunavut s'assignen de manera separada. Els senadors conserven el càrrec fins als 75 anys.
El senat es coneix com la "cambra alta" del Parlament, i la Cambra dels Comuns, com la "cambra baixa". Això, tanmateix, no vol dir que el Senat és més poderós que no pas la Cambra dels Comuns, ans que els seus membres tenen precedència en el protocol cerimonial canadenc. De fet, la Cambra dels Comuns és la cambra dominant. Tot i que cal l'aprovació d'ambdues cambres per a promulgar una llei, el Senat, la majoria dels casos, no en rebutja cap. A més a més, el govern del Canadà només és responsable davant la Cambra dels Comuns; el primer ministre pot conservar el càrrec sempre que conservi el suport de la Cambra dels Comuns. Tot i que les lleis poden ser suggerides per qualsevol cambra, la majoria en són suggerides per la Cambra dels Comuns; i segons la constitució del Canada totes les lleis pressupostàries han d'originar-se a la Cambra dels Comuns.